# Ryan Shazier
Ryan Dean Shazier (* 6. September 1992 in Lauderdale Lakes, Florida) ist ein ehemaliger US-amerikanischer American-Football-Spieler. Er spielte in der National Football League (NFL) für die Pittsburgh Steelers als Linebacker. Shazier wurde zweimal in den Pro Bowl gewählt. Im Dezember 2017 erlitt er eine schwere Wirbelsäulenverletzung und beendete in der Folge seine Karriere.

## College
Shazier besuchte die Ohio State University und spielte für deren Team, die Buckeyes, erfolgreich College Football. Insgesamt konnte er 317 Tackles setzen und vier Pässe verteidigen. Darüber hinaus gelangen ihm 15 Sacks sowie ein Touchdown.

## NFL
Shazier wurde beim NFL Draft 2014 in der ersten Runde als insgesamt 15. Spieler von den  Pittsburgh Steelers ausgewählt. In seiner Rookiesaison lief er in neun Partien auf, fünf Mal davon als Starter, wobei er wiederholt wegen Verletzungen pausieren musste.
In den kommenden beiden Spielzeiten entwickelte er sich zu einem Schlüsselspieler in der Defense der Steelers, das Verletzungspech blieb ihm allerdings treu. Obwohl er 2016 so drei Spiele verpasste, wurde er aufgrund seiner konstant guten Leistungen erstmals in den Pro Bowl berufen.
Im April 2017 nahmen die Steelers ihre Vertragsoption wahr und verlängerten Shaziers Vertrag um ein weiteres Jahr. Im Spiel gegen die Cincinnati Bengals erlitt Shazier nach einem missglückten Tackling Lähmungserscheinungen unterhalb der Hüfte, wurde operiert und fiel auf unbestimmte Zeit aus. Am 9. September 2020 gab Shazier sein Karriereende bekannt. Er ist in der Lage zu gehen.